# Adobe OnLocation

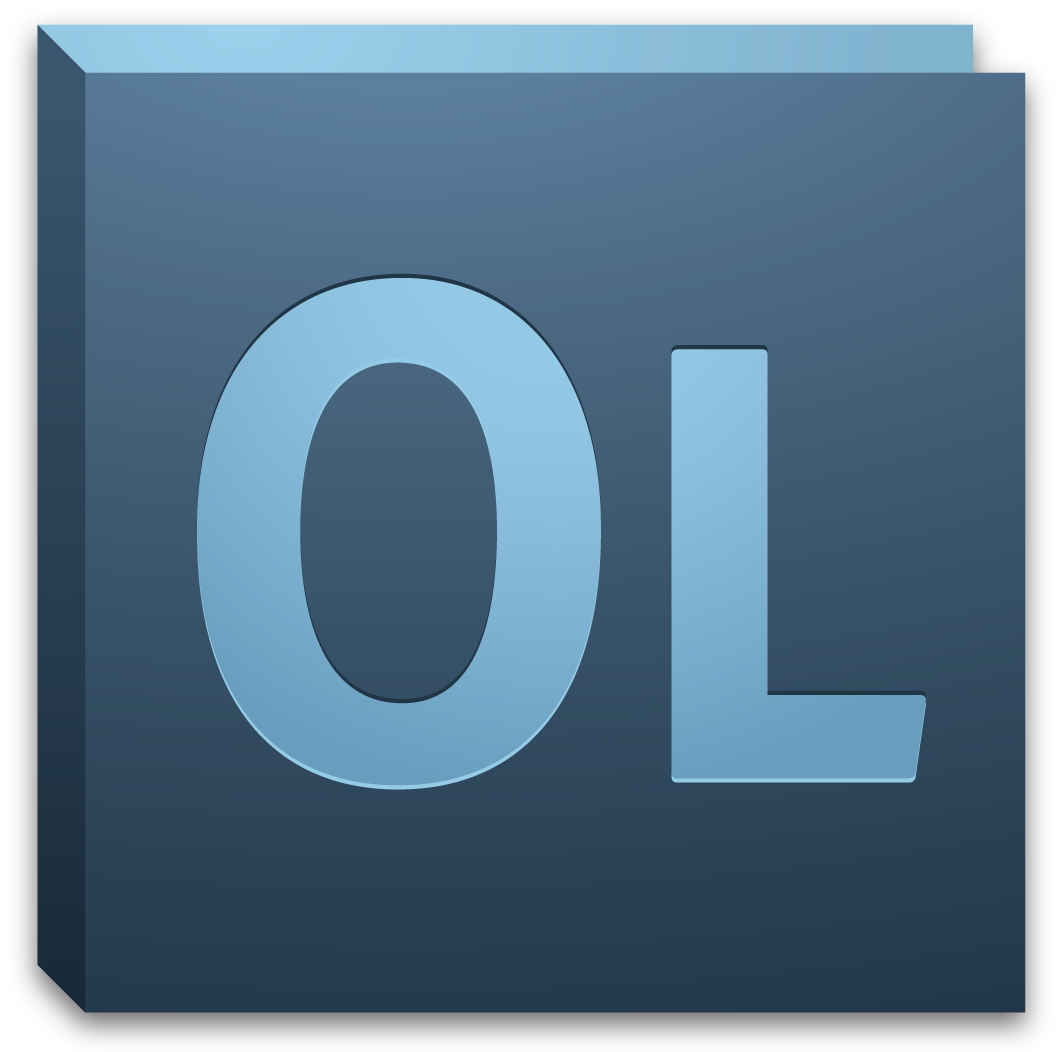

Adobe OnLocation（アドビ・オンローケイション）は、ディスクにリコーディングさせるソフトウェア。Adobe Premiere Pro CS3以降、Adobe Creative SuiteのProduction PremiumおよびMaster Collectionに属する。Serious Magicより開発されたSerious Magic DV Rackが2006年にアドビに買収され、CS3よりリリースされている。